# Bothromaia
Bothromaia is een geslacht van kreeftachtigen uit de klasse van de Malacostraca (hogere kreeftachtigen).

## Soort
- Bothromaia griffini Williams & Moffitt, 1991